# Leif Ryvarden
Leif Randulf Ryvarden, född 9 augusti 1935 i Bergen, är en norsk mykolog. Han är även professor emeritus i biologi vid Oslo Universitet. Han är mest känd för sitt idoga arbete med att systematisera svampar och namnge dem. I det arbetet har han besökt omkring 80 länder, varav många tropiska. Han har skrivit nära 200 olika vetenskapliga verk. 
Ryvarden har engagerat sig för att skriva populärvetenskapligt, mer känd är Norsk naturleksikon for barn. I många år var han med i styrelsen för Den Norske Turistforening. Hans miljöengagemang är stort och han anser att alla arter har ett värde. Han har deltagit i Greenpeace och i forskarupprop som Skydda Sveriges Gammelskog.
Svampsläktet Ryvardenia är uppkallat efter honom, liksom arten Phlebia ryvardenii Hallenb. & Hjortstam. Ytterligare ett tiotal arter är uppkallade efter Leif.

## Priser och utmärkelser
- 1998 – Bragepriset för Er det liv, er det sopp (tillsammans med Klaus Høiland)
- 2002 – Hedersdoktor vid Naturvetenskapliga fakulteten vid Göteborgs universitet[3]
- 2002 – Priset för god forskningsförmedling vid Universitetet i Oslo
- 2013 –  Riddare av 1:a klass av St. Olavs Orden för "forskning og formidling innen naturvitenskap"[4]